# Romeo D'Anna
Romeo D'Anna (Pietrasanta, 31 ottobre 1992) è un hockeista su pista italiano.

## Carriera
È cresciuto sportivamente nel CGC Viareggio, con cui ha debuttato nel massimo campionato nazionale. Successivamente ha militato anche nel Breganze, nel Roller Scandiano, nel Grosseto e nell'Amatori Lodi.

## Palmarès
- Supercoppa italiana: 1

CGC Viareggio: 2013
- Coppa Italia/Lega A2: 1

CGC Viareggio: 2023-2024